# Lynčování

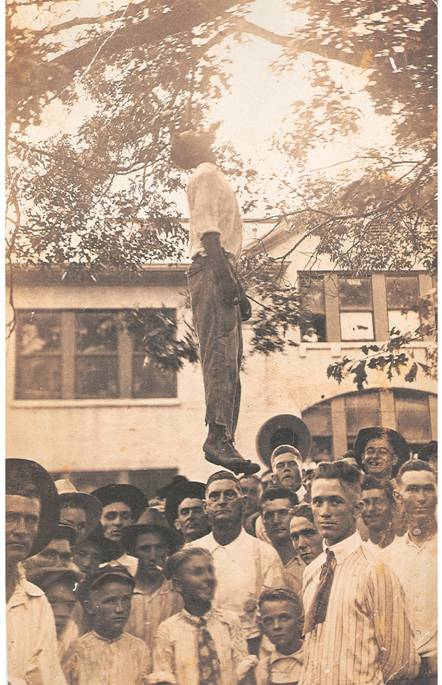
Lynčování Lige Danielse, teenagera obviněného z vraždy, 3. srpna 1920, Texas, USA

Lynč nebo lynčování je násilí (někdy jen zbití, často vražda), prováděné jako trest mimo rámec zákona. Svými pachateli je chápáno jako výkon rozsudku nebo někdy jako nutné násilí pro posílení své sociální nadvlády. Oběti se obvykle rekrutují ze sociálních skupin, které jsou společností diskriminovány nebo potlačovány.
Lynčování (coby název) je spojeno především s historií Spojených států amerických – válkou za nezávislost, osidlováním amerického západu a obdobím po občanské válce v jižních státech. Zpočátku byl lynč zaměřen proti zločincům, později i proti přistěhovalcům, farmářům a od konce 19. století především proti lidem černé pleti.
Ačkoliv k nejznámějším lynčům docházelo v USA, jsou zaznamenány případy též v jiných zemích. Jedná se o Irsko, Rusko, Jižní Afriku, Irák, Jugoslávii, Izrael, Západní břeh, Gazu či Mexiko.

## USA
Počátek lynčování je kladen do období americké války za nezávislost (1775–1783), kdy se zformovaly obecní rady jako nástroj zachování pořádku. Lynčování je pojmenováno po starostovi města Galway (Irsko) Jamesovi Lynchovi Fitzstephenovi, který roku 1493 shodil svého vlastního syna z balkonu za vraždu španělského hosta. V Americe pak po plukovníkovi Charlesi Lynchovi, který je jako soudce praktikoval kolem roku 1782, aby se vypořádal se zločinci a anglickými loyalisty, ale též po kapitánovi Williamu Lynchovi, který je praktikoval ve Virginii kolem roku 1780. V této době ale docházelo k popravám zřídka.
Teprve později, když se začalo zvětšovat množství osídlenců, a osidlovat západní pohraničí, nabralo lynčování brutálnější podobu. V té době se lynčováním rozuměla zejména soudem neschválená poprava oběšením. Známy jsou větší případy ze San Francisca či z Wyomingu a spousta menších z celého pohraničí. Podle některých historiků šlo nejen o suplování soudní moci v místech, kde byla nedosažitelná, ale také o boj o moc v tvořící se společnosti.
Po americké občanské válce jsou zdokumentovány mnohé případy násilí, zaměřeného proti černochům. Toto období je obvykle spojováno především s působením rasistické organizace Ku-klux-klan, ale ta nebyla zdaleka jediná. V letech 1865–1869 došlo ke zhruba 1500 případům lynče, což vedlo až ke schválení speciálních zákonů proti KKK. I tak pokračovalo lynčování, byť s klesající tendencí, i v průběhu 20. století.